# Mark Rosman
Mark Rosman (n. 1959, Beverly Hills, California, SUA) este un regizor de film, producător de film, regizor de televiziune și scenarist american.

## Biografie
Rosman este fiul unui dermatolog din Beverly Hills.  Are un frate, care este avocat, și o soră. După ce a absolvit liceul din Beverly Hills, Rosman s-a înscris la UCLA, dar a plecat după doi ani, când nu a fost acceptat în programul de cinematografie de acolo. Rosman a fost acceptat într-un program asemănător la Universitatea din New York (NYU), unde a absolvit. 
În timpul ultimului an la NYU a lucrat voluntar ca asistent de regie la Home Movies (regia Brian De Palma).
Rosman și-a început cariera cu Surori de sânge (The House on Sorority Row, regia Stewart Hendler). Rosman a fost desemnat inițial să regizeze filmul de groază Mutant (Night Shadows), din 1984, dar a fost înlocuit cu John Cardos la începutul producției, după ce studioul s-a opus modului în care a regizat filmul. 
În 1985, Rosman a terminat filmul Disney Channel Călător în timp (The Blue Yonder) și trebuia să lucreze la Spot Marks the X dar Writers Guild a intrat în grevă.
În 1992 a scris scenariul thrillerului Jocul virtual (Evolver) și a regizat Suflete rătăcite (The Force). În 1997, Rosman a regizat Invadatorul (The Invader).
În 1998, Rosman a co-scris scenariul și a regizat filmul The Wonderful World of Disney Life-Size, apoi a regizat filmul de televiziune Model Behavior (2000). Rosman a început să lucreze la o serie de emisiuni de televiziune, dar toate au fost în cele din urmă anulate. Apoi a regizat O Cenușăreasă modernă în 2004 și Bărbatul perfect în 2005, ambele filme cu Hilary Duff în roluri principale.
Rosman a regizat și episoade de televiziune pentru seriale ca Lizzie McGuire (prima sa colaborare cu Hilary Duff), Familia Stevens, Mesaje de dincolo, Alfred Hitchcock prezintă, State of Grace și Greek.

## Filmografie
- The House on Sorority Row⁠(d) (1983)
- Călător în timp (The Blue Yonder, 1985)
- Spot Marks the X⁠(d) (1986)
- Jocul virtual (Evolver, 1995)
- Invadatorul (The Invader, 1997)[14]
- Life-Size⁠(d) (2000)
- Model Behavior⁠(d) (2000)
- O Cenușăreasă modernă (A Cinderella Story, 2004)[14]
- Bărbatul perfect (The Perfect Man, 2005)
- Prințesa (Princess, 2008)
- Magia zăpezii 2 (Snow 2: Brain Freeze, 2008)
- William & Kate: The Movie⁠(d) (2011)
- Jucării din viitor (Time Toys, 2016)
- Dragoste la malul mării (Sun, Sand & Romance, 2017)